# Simulation d'enfant
Pour les articles homonymes, voir Simulation.
La simulation d’enfant est une infraction caractérisant le fait prohibé de prêter à une femme un accouchement qui n’a pas eu lieu. Considéré comme un délit, sa répression constitue un des éléments constitutifs de la prohibition de la gestation pour autrui en France.
En Belgique et au Luxembourg, le terme de « supposition d’enfant » est toujours utilisé et désigne la même infraction.

## Historique
Le délit de supposition d’enfant était plus anciennement appelé supposition de part. Déjà au VIe siècle, le Digeste de Justinien (du Corpus iuris civilis) dispose :
« Accusatio suppositi partus nulla temporis præscriptione depellitur ; nec interest, decesserit nec ne ea, quæ partum subdidisse contenditur »
— Digeste de Justinien, De partu supposito

« L’accusation de supposition de part n’est écartée par aucune prescription. Et peu importe que soit décédée ou non celle que l’on dit avoir mis l’enfant en place d’un autre. »
Ce délit était déjà réprimé dans l’Ancien droit, comme le témoigne cette lettre de Madame de Sévigné du 23 janvier 1682 :

« Il dit des choses atroces contre elle, il tâche de l’intimider, il la menace qu’on dira à l’audience […] qu’elle a supposé son enfant. »

— Marie de Sévigné, Lettre au comte de Guitaut
Le juriste Daniel Jousse écrit en 1771 :
«  Le crime de supposition de part est une espèce de faux qui se commet de plusieurs manières. Il a lieu :
1. quand une femme, après avoir feint d’être grosse, fait paraître au temps de l’accouchement un enfant qu’elle dit provenir de son mari, pour frustrer les héritiers légitimes de son mari ;
2. quand une femme grosse substitue, après son accouchement, un enfant mâle, ou femelle, selon qu’elle le désire, à la place de celui dont elle est accouchée ;
3. quand des pères & mères, qui n’ont point d’enfant, en supposent un étranger, qu’ils disent être issu de leur mariage ; afin de frustrer des héritiers substitués ; ou par quelque autre motif ;
4. enfin ce crime se commet lorsque des étrangers substituent à des pères & mères un enfant étranger, au lieu de leur enfant légitime. »

— Jousse 1771, p. 142
L’ancien Code pénal de 1810 réprimait cette infraction, sous le terme de supposition d’enfant, à son article 345 :
« Les coupables d’enlèvement, de recélé, ou de suppression d’un enfant, de substitution d’un enfant à un autre, ou de supposition d’un enfant à une femme qui ne sera pas accouchée, seront punis de la réclusion criminelle à temps de cinq à dix ans. »
— Article 345 de l’Ancien code pénal

« La supposition et la substitution d’enfant, que nous pouvons réunir, seront réalisées, dans le sens de l’art. 345, lorsqu’un enfant aura été matériellement présenté comme né d’une femme qui n’est pas sa mère. Cette manœuvre compromettra forcément la preuve de sa véritable identité, puisqu’elle aura pour conséquence nécessaire de lui attribuer une personnalité qui n’est pas celle qu’il tient de la nature et de le faire passer pour autre qu’il n’est. »

— Garçon 1901

« Les moyens employés, soit pour parvenir à la suppression de l’état d’un enfant, soit pour accomplir la supposition de cet état, présentant souvent les caractères d’un faux en écriture publique. »

— Chauveau et Hélie 1863, p. 163

## En France
En France, l’infraction est aujourd’hui réprimée à l’article 227-13 du nouveau Code pénal :
« La substitution volontaire, la simulation ou dissimulation ayant entraîné une atteinte à l’état civil d’un enfant est punie de trois ans d’emprisonnement et de 45 000 euros d’amende. »
— Article 227-13 du Code pénal
Le terme de supposition d’enfant est encore employé, en considérant que la simulation d’enfant n’est qu’une partie du délit :
« Qu’en effet, les délits de simulation et de dissimulation d’enfant, prévus par l’article 227-13 du Code pénal entré en vigueur le 1er mars 1994, constituent les deux aspects des faits de supposition d’enfant, qualifiés par l’article 345 ancien dudit Code ; que la supposition, qui consistait à attribuer la maternité d’un enfant à une femme qui n’avait pas accouché, impliquait tant la simulation de la naissance par la mère fictive que la dissimulation de la maternité de la mère réelle »
— Cass. crim., 12 janvier 2000, pourvoi no 99-82.905, Bull. crim. 2000, no 21, p. 45
Toutefois, on le distingue maintenant des délits de substitution d’enfant (qui consiste en un échange d’enfant en bas âge) ou de suppression d’enfant (qui consiste à cacher la maternité d’origine).

### Un délit impuni?
Entre 1804 et 1972, l’article 322 du Code civil protégeait la filiation lorsque concordait l’acte de naissance et la possession d’état, pour les couples mariés (la possession d’état ne pouvant prouver avant 1972 que la filiation légitime) :
« Nul ne peut réclamer un état contraire à celui que lui donnent son titre de naissance et la possession conforme à ce titre.

Et réciproquement, nul ne peut contester l’état de celui qui a une possession conforme à son titre de naissance. »
— Article 322 ancien du Code civil
S’ajoutait à cela la question préjudicielle (contrainte de procédure qui conditionnait l’action pénale à l’action civile) posée par les articles 326 et 327 :
« Les tribunaux civils seront seuls compétents pour statuer sur les réclamations d’état. »
— Article 326 ancien du Code civil
« L’action criminelle contre un délit de suppression d’état ne pourra commencer qu’après le jugement définitif sur la question d’état. »
— Article 327 ancien du Code civil
Dans cette conjonction, la filiation était inattaquable : les actions pour établir une supposition d’enfant se voyaient opposer, en vertu de l’article 322, une fin de non-recevoir. La juriste Marcela Iacub présente cette filiation « irrémissible » comme le substitut utilisé pour les couples mariés pour « se procurer une descendance » avant la loi du 19 juin 1923 permettant l’adoption d’enfants mineurs (toutefois, cette loi autorisait une adoption uniquement additive et avec de nombreuses restrictions, jusqu’au décret-loi du 29 juillet 1939, communément appelé Code de la famille, redéfinissant les conditions et ajoutant la légitimation adoptive — une adoption qui rompt la filiation originelle). Elle ajoute :

« Autrefois, la supposition d’enfant faite par les couples mariés était, nous le savons, à l’abri des poursuites pénales. Le double jeu de la question préjudicielle et de la fin de non-recevoir rendait les arrangements privés, une fois réalisés, non susceptibles de rétractations ou de chantages. »

— Iacub 2004, p. 174
Après 1972, par la loi no 72-3 du 3 janvier 1972 sur la filiation, est ajouté un article 322-1 (abrogé le 1er juillet 2006) qui permettait de contourner cette interdiction :
« Toutefois, s’il est allégué qu’il y a eu supposition d’enfant, ou substitution, même involontaire, soit avant, soit après la rédaction de l’acte de naissance, la preuve en sera recevable et pourra se faire par tous moyens. »
— Article 322-1 ancien du Code civil
L’ordonnance du 4 juillet 2005, en vigueur à partir du 1er juillet 2006, a complètement reformé ces dispositions, sans en modifier le fond. Un délai de prescription de cinq ans a été disposé :
« Lorsque la possession d’état est conforme au titre, seuls peuvent agir l’enfant, l’un de ses père et mère ou celui qui se prétend le parent véritable. L’action se prescrit par cinq ans à compter du jour où la possession d’état a cessé.

Nul ne peut contester la filiation lorsque la possession d’état conforme au titre a duré au moins cinq ans depuis la naissance ou la reconnaissance, si elle a été faite ultérieurement. »
— Article 333 du Code civil
La loi du 16 janvier 2009 a complété l’article en ajoutant une exception pour le ministère public :
« Lorsque la possession d’état est conforme au titre, seuls peuvent agir l’enfant, l’un de ses père et mère ou celui qui se prétend le parent véritable. L’action se prescrit par cinq ans à compter du jour où la possession d’état a cessé ou du décès du parent dont le lien de filiation est contesté.

Nul, à l’exception du ministère public, ne peut contester la filiation lorsque la possession d’état conforme au titre a duré au moins cinq ans depuis la naissance ou la reconnaissance, si elle a été faite ultérieurement. »
— Article 333 du Code civil

## En Belgique
Le Code pénal belge réprime la supposition d’enfant dans son article 363, article révisé par la loi du 28 novembre 2000 :
« Sera puni de la réclusion de cinq ans à dix ans celui qui substitue un enfant à un autre ou qui attribue à une femme un enfant dont elle n’a pas accouché.

Sera puni d’un emprisonnement de six mois à cinq ans celui qui détruit la preuve de l’état civil d’un enfant ou en empêche l’établissement.

La même peine sera appliquée à ceux qui auront donné la mission de commettre les faits mentionnés aux alinéas précédents, si cette mission a reçu son exécution. »
— Code civil belge, Article 363

## Au Luxembourg
Le Code pénal luxembourgeois réprime la supposition d’enfant dans son article 363 depuis la loi du 18 juin 1879 portant révision du Code pénal (introduction d’un Code pénal propre au Luxembourg par 
Guillaume III, en remplacement du Code pénal de 1810) :
« Seront punis de la réclusion de cinq à dix ans, les coupables de suppression d’un enfant, de substitution d’un enfant à un autre, ou de supposition d’un enfant à une femme qui ne sera pas accouchée.

La même peine sera appliquée à ceux qui auront donné la mission de commettre les faits mentionnés au paragraphe précédent, si cette mission a reçu son exécution. »
— Code pénal du Luxembourg, Article 363